# Nilijärvi (sjö i Enare, Lappland, Finland)
Nilijärvi är en sjö i Finland. Den ligger i kommunen Enare i landskapet Lappland, i den norra delen av landet, 1 000 km norr om huvudstaden Helsingfors. Njottajävri ligger 98 meter över havet. Arean är 42,3 hektar och strandlinjen är 4,99 kilometer lång. Sjön  ingår i Neidenälvens huvudavrinningsområde. 